# FreeTDS
FreeTDS es una biblioteca de programación de software libre, una re-implementación del protocolo Tabular Data Stream. Se puede utilizar en lugar de las bibliotecas db-lib o ct-lib en Sybase. También incluye una biblioteca de ODBC. Permite a muchas aplicaciones de código abierto como Perl y PHP (o cualquier programa C o C++) conectarse a Sybase ASE o Microsoft SQL Server.
FreeTDS es una biblioteca de código fuente, no un programa en sí mismo. En general, los usuarios compilan la biblioteca de los fuentes, y permite que los programas pueda utilizar la API FreeTDS a través de enlaces. Es licenciado bajo los términos de la GNU Lesser General Public License.
Para lenguajes de scripting, freetds se utiliza junto con un módulo para DB de ese lenguaje : Sybase en Perl, Python-Sybase para Python, Ruby o DBI para Ruby.
jTDS es una implementación de Java de FreeTDS, disponible en Sourceforge. jBCP jTDS extiende para incluir extensiones Sybase copia masiva del programa (BCP).